# 河流聯足球會
河流聯足球會（Rivers United F.C.）是一支位於河流州河流州的職業足球俱樂部，為尼日利亞足球甲級聯賽參賽隊伍之一。本俱樂部由杜芬斯和鯊魚FC於2016年合併而成。它的主場為可容納 30,000 人的Liberation體育場。

## 外部連結
- 新河流聯FClogo